# مرغ پوپی سرخ
مرغ پوپی سرخ(نام علمی: Anthochaera carunculata) نام یک گونه از سرده مرغ پوپی است.